# Stokliszki

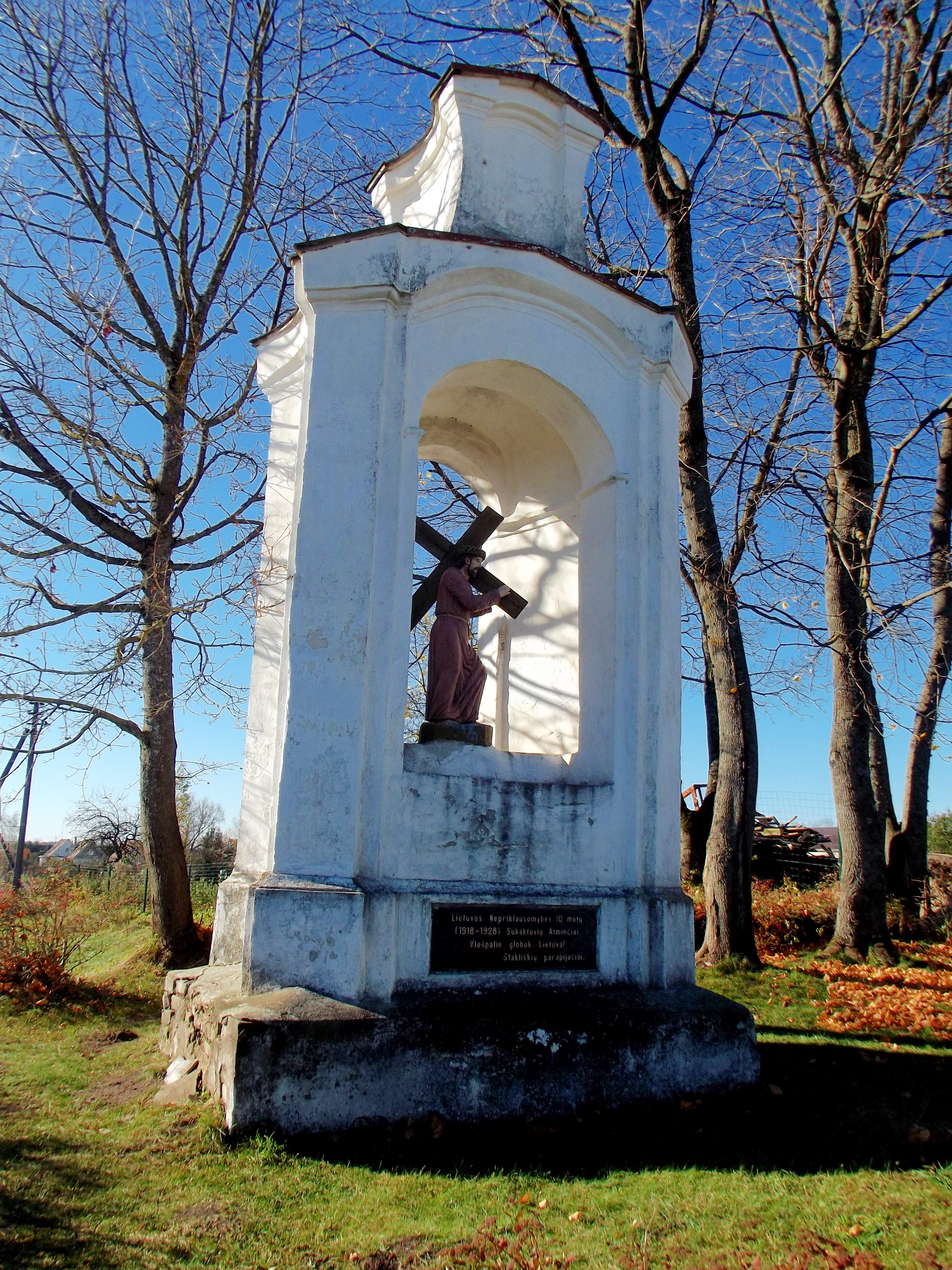
Kapliczka barokowa

Stokliszki (lit. Stakliškės) – miasteczko na Litwie, w okręgu kowieńskim, w rejonie preńskim. Siedziba gminy Stokliszki. 

## Zabytki
- kościół św. Trójcy